# Trường Cao đẳng Mỹ thuật Đông Dương, Viện Đại học Đông Dương
Trường Cao đẳng Mỹ thuật Đông Dương một cơ sở đào tạo về nghệ thuật trực thuộc Viện Đại học Đông Dương, thành lập ngày 27 Tháng 10 năm 1924 với sắc lệnh của Toàn quyền Đông Dương Martial Merlin. Trường Cao đẳng Mỹ thuật Đông Dương cũng là cơ sở giáo dục đầu tiên đặt nền tảng cho hệ thống giáo dục mỹ thuật ở Đông Dương và các trường nghệ thuật tại Việt Nam sau này như Đại học Mỹ thuật Việt Nam, Đại học Mỹ thuật Công nghiệp Hà Nội, Đại học Kiến trúc Hà Nội, Đại học Mỹ thuật Thành phố Hồ Chí Minh, Trường Khoa học liên ngành và Nghệ thuật, Đại học Quốc gia Hà Nội...

## Lịch sử

### Trường Mỹ thuật Đông Dương

Các tác phẩm ở xưởng vẽ trường Mỹ thuật Đông Dương khoảng năm 1930 - 1931.

Trường Mỹ thuật Đông Dương được thành lập ngày 27 Tháng Mười năm 1924 với sắc lệnh của Toàn quyền Đông Dương Martial Merlin. Tên tiếng Pháp của trường khi đó là École Supérieure des Beaux-Arts de l'Indochine (en) nhưng nếu theo hệ thống giáo dục chính quy của Pháp thì không thể coi Cao đẳng Mỹ thuật Đông Dương là trường cao đẳng vì École Supérieure phải thuộc hệ thống trường lớn (Grandes écoles), tức những trường bậc đại học danh tiếng nhất. Đúng ra theo hệ thống giáo dục Pháp thì trường cao đẳng là trường đại học chuyên ngành, thể thức thi tuyển vào còn khó khăn hơn các trường Đại học (Université) bình thường. Tuy nhiên trường Cao đẳng Mỹ thuật đã thành công như một bước đột phá mang quy thức nghệ thuật Tây phương đến Đông Dương.
Người đảm nhiệm thành lập trường là họa sĩ người Pháp Victor Tardieu; ông được bổ làm hiệu trưởng. Khi ông mất năm 1937, Évariste Jonchère (en 1892-1956) là người kế nhiệm.
Vào thời Nhật chiếm (1940-45) hoạt động của trường bị hạn chế rất eo hẹp. Năm 1943 vì nạn oanh tạc của máy bay Đồng minh Trường phải tản cư dời bỏ Hà Nội. Khoa hội họa do Joseph Inguimberty (en) điều hành và một phần khoa điêu khắc dời lên Sơn Tây. Khoa kiến trúc và phần lớn khoa điêu khắc thì theo Jonchère vào Đà Lạt. Một số lớp mỹ thuật trang trí thì lánh xuống Phủ Lý. Khi Nhật đảo chính Pháp Tháng Ba năm 1945 thì Trường bị giải tán.
Trường hoạt động trong thời gian 20 năm (1925-45), trao bằng tốt nghiệp cho 128 sinh viên họa sĩ, trong đó có những tên tuổi lớn của nền mĩ thuật Việt Nam sau này như Nam Sơn, tên thật Nguyễn Vạn Thọ (1890-1973), Nguyễn Phan Chánh, Georges Khanh, Tô Ngọc Vân và Lê Phổ.
Thể thức thi cử nhập học và học trình
Nhà trường tổ chức tuyển sinh tại Hà Nội – Huế - Sài Gòn –Phnompenh – Vientiane cùng một lúc, bao gồm các môn thi sau:
- Hình họa, vẽ người mẫu trong 6 buổi, mỗi buổi 3 giờ.
- Bố cục trang trí theo đề tài, mỗi buổi 8 giờ liền.
- Định luật xa gần, mỗi buổi 4 giờ.
- Một bài luận Pháp văn, chỉ kiểm tra.

Các bài thi của thí sinh đều niêm phong gửi về Hà Nội chấm và xếp hạng.
Thời kì cuối cùng
Tháng 12/1943, Mỹ ném bom Hà Nội, theo chủ trương của Nha học chính Đông Dương các trường phải sơ tán khỏi Hà Nội, trường Cao đẳng Mỹ thuật Đông Dương đã chia thành 3 bộ phận sơ tán 3 nơi:
- Các lớp mỹ nghệ sơ tán xuống Phủ Lý do Geogie Khánh và Bùi Tường Viên phụ trách.
- Khoa kiến trúc và một phần lớn khoa điêu khắc vào Đà Lạt do E. Jonchère phụ trách. Năm 1944, Khoa Kiến trúc ở Đà Lạt được nâng thành Trường Kiến trúc, nhưng vẫn trực thuộc Trường cao đẳng Mỹ thuật Đông Dương (Nghị định ngày 22-2-1944).
- Khoa hội họa và một bộ phận nhỏ khoa điêu khắc lên Sơn Tây do giáo sư Inguimberty cùng với các họa sĩ Nam Sơn và Tô Ngọc Vân phụ trách.

Chương trình học vẫn như cũ, nhưng do tình trạng sơ tán các môn phụ và lý thuyết phải bỏ, chỉ học được những môn chính. Việc học tập của sinh viên gần với thiên nhiên và gắn với thực tế hơn. Đó chính là đặc điểm của thời kỳ này.
Năm 1945, Nhật đảo chính Pháp, trường Cao đẳng Mỹ thuật Đông Dương đóng cửa. Ở Đà Lạt, khoa Kiến trúc sau năm 1945 vẫn tiếp tục đào tạo, tên gọi của trường vẫn duy trì đến năm 1948.
Triển lãm đã tổ chức
- Triển lãm thuộc địa tại Paris năm 1931. Những hoa sĩ tham gia gồm có Đặng Trần Cốc, Đỗ Đức Thuận, Hồ Văn Lái, Lê Phổ, Lê Thị Lựu, Lê Văn Đệ, Mai Trung Thứ, Nam Sơn, Nguyễn Hữu Đẩu, Nguyễn Phan Chánh, Phạm Hữu Khánh, Thang Trần Phềnh, Tô Ngọc Vân. Các chất liệu gồm có sơn dầu, lụa, khắc gỗ, màu nước và sơn. Khi triển lãm kết thúc, các tác phẩm phần được bán, phần được lưu giữ tại Pháp, được tiếp tục đem trưng bày tại Salon các nghệ sĩ Pháp, một phần còn lại được lưu giữ tại văn phòng kinh tế Đông Dương.
- Triển lãm tại Salon các nghệ sĩ Pháp tại Paris năm 1933 gồm có các họa sĩ Nam Sơn, Lê Văn Đệ, Lê Phổ.
- Năm 1943, Galerie Hessel triển lãm tranh của Lê Phổ, Mai Trung Thứ, Vũ Cao Đàm
- Năm 1948, triển lãm về hội họa và điêu khắc của các họa sĩ đã từng theo học trường Mỹ thuật Đông Dương được tổ chức tại Khu học xá của trường Đại học Pháp
- Các tác phẩm hội họa của các học sinh trưởng Mỹ thuật Đông Dương được triển lãm tại Roma năm 1932, Cologne năm 1933, tại Milano 1934, tại Bỉ năm 1935 – 1937, tại San Francisco năm 1937, tại Nhật năm 1940...

## Tiền nhiệm
Trường Đại học Mỹ thuật Việt Nam ngày nay là tiền thân là Trường Cao đẳng Mỹ thuật Đông Dương, Viện Đại học Đông Dương.